# Station Baborów
Station Baborów (Duits: Bauerwitz) was een spoorwegstation in de Poolse plaats Baborów. 